# Senza di lei
Senza di lei è un album discografico del gruppo musicale italiano Statuto, pubblicato nel 1989 dalla Toast Records.

## Il disco
È il secondo album musicale degli Statuto, ed è stato registrato in due giorni all'interno dello studio Minirec di Torino, e vede l'avvicendamento al basso tra Xico (Ezio Bosso) e Rudy Ruzza.
Contiene 6 tracce inedite, tra cui Senza di lei, che dà il nome all'album, alla cui realizzazione partecipa anche James Taylor dei James Taylor Quartet.

## Tracce
1. Piera
2. Contro te
3. Blow Up (James Taylor Quartet)
4. Senza di lei
5. Le-U
6. 'Aoca

## Formazione
- Oscar Giammarinaro - Oskar - cantante
- Giovanni Deidda - Naska - batteria
- Rudy Ruzza - basso
- Alex Loggia - Bumba - chitarra
- Davide Rossi - Junior - tastiera